# Hraniční přechod Poštorná–Reintal
Hraniční přechod Poštorná–Reintal (německy Grenzübergang Reintal–Poštorná) je bývalý silniční hraniční přechod na česko-rakouské státní hranici na hraničním úseku X/36 - X/36-1 (X/36 - X/36-1) mezi českou místní částí Poštorná (část Břeclavi, okres Břeclav, Jihomoravský kraj) a rakouskou vsí Reintal (součást obce Bernhardsthal, Okres Mistelbach, Dolní Rakousy). Přechod leží v nadmořské výšce 185 m n. m. na silnici I/55, která za hranicí pokračuje jako silnice B47. Před zrušením byl určen pro pěší, cyklisty, motocykly a osobní automobily.
Hraniční přechod byl zrušen při vstupu České republiky do Schengenského prostoru v roce 2007. V případě dočasného znovuzavedení ochrany vnitřních hranic je provoz na hraničním přechodu upraven Sdělením Ministerstva vnitra č. 395/2021 Sb.